# Nicaragua en los Juegos Olímpicos de Río de Janeiro 2016
Nicaragua participó en los Juegos Olímpicos de Río de Janeiro 2016 con un total de cinco deportistas, que compitieron en cuatro deportes. El tirador Rafael Lacayo fue el abanderado en la ceremonia de apertura.

## Participantes

### Atletismo
Los atletas nicaragüenses lograron clasificarse en los siguientes eventos:
| Atleta          | Evento                 | Eliminatoria | Eliminatoria | Semifinal | Semifinal | Final     | Final     |
| Atleta          | Evento                 | Resultado    | Posición     | Resultado | Posición  | Resultado | Posición  |
| --------------- | ---------------------- | ------------ | ------------ | --------- | --------- | --------- | --------- |
| Erick Rodríguez | 1500 metros masculinos | 4:00.30      | 15           | No avanzó | No avanzó | No avanzó | No avanzó |

### Halterofilia
Nicaragua recibió una invitación para enviar a Scarleth Mercado a participar en la categoría de 53 kg.
| Atleta           | Evento         | Arrancada | Arrancada | Envión    | Envión   | Total | Posición |
| Atleta           | Evento         | Resultado | Posición  | Resultado | Posición | Total | Posición |
| ---------------- | -------------- | --------- | --------- | --------- | -------- | ----- | -------- |
| Scarleth Mercado | 53 kg femenino | 66        | 11        | 89        | 10       | 155   | 10       |

### Natación
El país recibió una invitación por universalidad de parte de la Federación Internacional de Natación para enviar dos nadadores (un hombre y una mujer) a los Juegos:
| Atleta              | Evento                              | Eliminatoria | Eliminatoria | Semifinal | Semifinal | Final     | Final     |
| Atleta              | Evento                              | Tiempo       | Posición     | Tiempo    | Posición  | Tiempo    | Posición  |
| ------------------- | ----------------------------------- | ------------ | ------------ | --------- | --------- | --------- | --------- |
| Miguel Mena         | 100 metros estilo libre masculino   | 53.40        | 55           | No avanzó | No avanzó | No avanzó | No avanzó |
| Dalia Torrez Zamora | 100 metros estilo mariposa femenino | 1:05.81      | 39           | No avanzó | No avanzó | No avanzó | No avanzó |

### Tiro
Nicaragua recibió dos invitiaciónes por parte de la Comisión Tripartita para enviar a un tirador:
| Rafael Lacayo | Pistola de aire a 10 m masculino | 569 | 39 | No avanzó | No avanzó | No avanzó | No avanzó |